# Роми у Северној Македонији
Роми су етничка група у Северној Македонији. Према попису становништва из 2021. године у тој земљи је живело 46.433  Рома, или нешто више од 2,5 % укупне популације. Општина Шуто Оризари је једина општина на свету са ромском већином и једина на свету где је ромски званичан језик.